# Petter Wettre

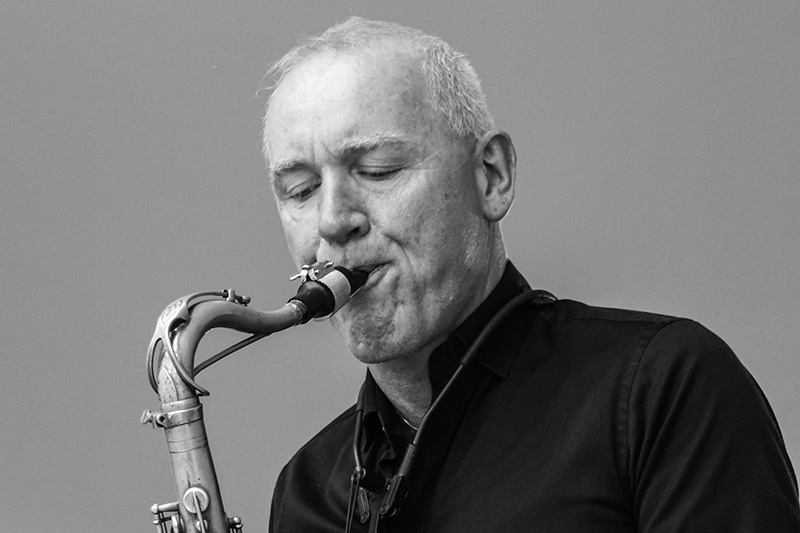
Petter Wettre
Aarhus, Dänemark 2017

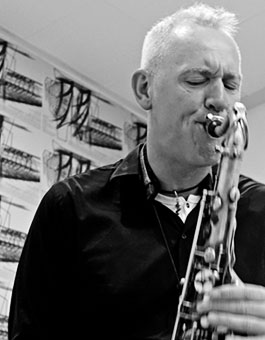
Petter Wettre (2014)

Petter Wettre (* 11. August 1967) ist ein norwegischer Jazz-Saxophonist, Bandleader und Komponist.

## Biographie
Petter Wettre wuchs in Sandefjord auf, studierte zunächst an der Toneheim folkehøgskole (1987), dann am Berklee College of Music in Boston 1992, u. a. bei Dave Liebman. Er etablierte sich später in Oslos Jazzszene, u. a. mit einem eigenen Trio und Quartett. In seiner Formation The Trio spielte er ab 1995 mit den Schlagzeugern Jarle Vespestad, Per Oddvar Johansen, Jon Christensen und den Bassisten Ingebrigt Håker Flaten, Arild Andersen und Per Zanussi.
Sein Plattendebüt hatte das Petter Wettre Quartet mit dem Album Pig Virus 1996, entstanden mit dem Pianisten Håvard Wiik, dem Bassisten Terje Gewelt und dem Schlagzeuger Per Oddvar Johansen. Mit Ingebrigt Flaten und Jarle Vespestad entstand 1998 für das Resonant-Label das Album Meet the Locals, das Richard Cook und Brian Morton in ihrer Würdigung in The Penguin Guide to Jazz 2001 für eines der aufregendsten Debüt-Alben dieser Jahre hielten. Im folgenden Album In Color (1999) wirkte Dave Liebman als Gastmusiker mit.
Wettre arbeitete außerdem mit den zahlreichen Formationen der Osloer Jazzszene wie Storeslem, Sandefjord Storband, der Oslo Groove Company und dem Norske Store Orkester.  Er wirkte an Alben von Torbjørn Sunde (Meridians, 1998), Frode Alnæs (Frode, 1996) und der Band Element (Shaman, 1999) mit.
Wettre gründete außerdem 2002 das Plattenlabel Household Records und unterrichtete am Osloer Musikkonservatorium und am Agder Musikkonservatorium.
Seine Alben The Only Way to Travel (2000) und Fountain Of Youth (2007) wurden mit dem Spellemannprisen ausgezeichnet. Nach Cook/Morton ist Petter Wettre stilistisch im Spektrum zwischen Post-Bop und freien Spielformen anzusiedeln, mit Anklängen bei Joe Henderson, John Coltrane und Tubby Hayes.

## Diskographische Hinweise
- Petter Wettre Quartet, Pig Virus (Curling Legs, 1996) mit Wiik, Gewelt, Johansen
- Meet the Locals (Resonant Music, 1998) mit Flaten, Vespestad
- In Color (Resonant Music, 2000) mit Liebman, Flaten, Vespestad
- The Only Way to Travel (2000) mit Per Oddvar Johansen
- Tour de Force  (2004) mit Liebman, Flaten, Vespestad
- The Mystery Unfolds (BP Records, 2001) mit Flaten/Vespestad
- Live at Copenhagen Jazzhouse (2003) mit Anders Christensen, Mogensen
- Household Name (2003) mit Wiik, Zanussi, Mogensen und Palle Pesonen
- Hallmark Moments (2004)
- State of the Art (2005) mit Quintett
- Paramount (2006) solo
- Fountain Of Youth